# 쑹아차강
쑹아차강(러시아어: Сунгача, 중국어: 松阿察河, 병음: Sōngàchá Hé)는 중화인민공화국과 러시아의 국경의 일부를 이루는 강이다. 우수리강의 지류이자 한카호에서 유일하게 밖으로 나오는 물줄기이다.
쑹아차강의 길이는 180~210 km이고 유역 면적은 약 25,600 km2이다. 강에서는 연꽃을 포함해 풍부한 동식물이 서식한다.